# Vieure
Vieure est une commune française, située dans le département de l'Allier en région Auvergne-Rhône-Alpes.

## Géographie

### Localisation
Vieure est située dans le Bocage bourbonnais.
Le chef-lieu du département, Moulins, est situé à 35,9 km à l'est. Montluçon est située à 27,1 km au sud-ouest. Le bureau centralisateur du canton (Bourbon-l'Archambault) auquel appartient Vieure est situé à 16,8 km au nord-est.
Quatre communes sont limitrophes de Vieure (cinq en incluant le quadripoint avec Tortezais au sud) :
| Louroux-Bourbonnais |                         | Ygrande            |
|                     | Vieure                  |                    |
| Cosne-d'Allier      | Tortezais (quadripoint) | Buxières-les-Mines |

### Voies de communication et transports
Le territoire communal est traversé par les routes départementales 11 (vers Souvigny), 57 (vers Louroux-Bourbonnais), 94 et 357. La RD 94 traverse le bourg (direction Cosne et Ygrande).

### Climat
Pour des articles plus généraux, voir Climat d'Auvergne-Rhône-Alpes et Climat de l'Allier.
En 2010, le climat de la commune est de type climat océanique dégradé des plaines du Centre et du Nord, selon une étude du CNRS s'appuyant sur une série de données couvrant la période 1971-2000. En 2020, Météo-France publie une typologie des climats de la France métropolitaine dans laquelle la commune est exposée à un climat océanique altéré et est dans la région climatique Ouest et nord-ouest du Massif Central, caractérisée par une pluviométrie annuelle de 900 à 1 500 mm, maximale en automne et en hiver.
Pour la période 1971-2000, la température annuelle moyenne est de 10,8 °C, avec une amplitude thermique annuelle de 15,8 °C. Le cumul annuel moyen de précipitations est de 762 mm, avec 10,6 jours de précipitations en janvier et 7,3 jours en juillet. Pour la période 1991-2020, la température moyenne annuelle observée sur la station météorologique de Météo-France la plus proche, « Tortezais_sapc », sur la commune de Tortezais à 6 km à vol d'oiseau, est de 11,6 °C et le cumul annuel moyen de précipitations est de 757,2 mm,. Pour l'avenir, les paramètres climatiques de la commune estimés pour 2050 selon différents scénarios d'émission de gaz à effet de serre sont consultables sur un site dédié publié par Météo-France en novembre 2022.

## Urbanisme

### Typologie
Au 1er janvier 2024, Vieure est catégorisée commune rurale à habitat très dispersé, selon la nouvelle grille communale de densité à 7 niveaux définie par l'Insee en 2022.
Elle est située hors unité urbaine et hors attraction des villes,.

### Occupation des sols

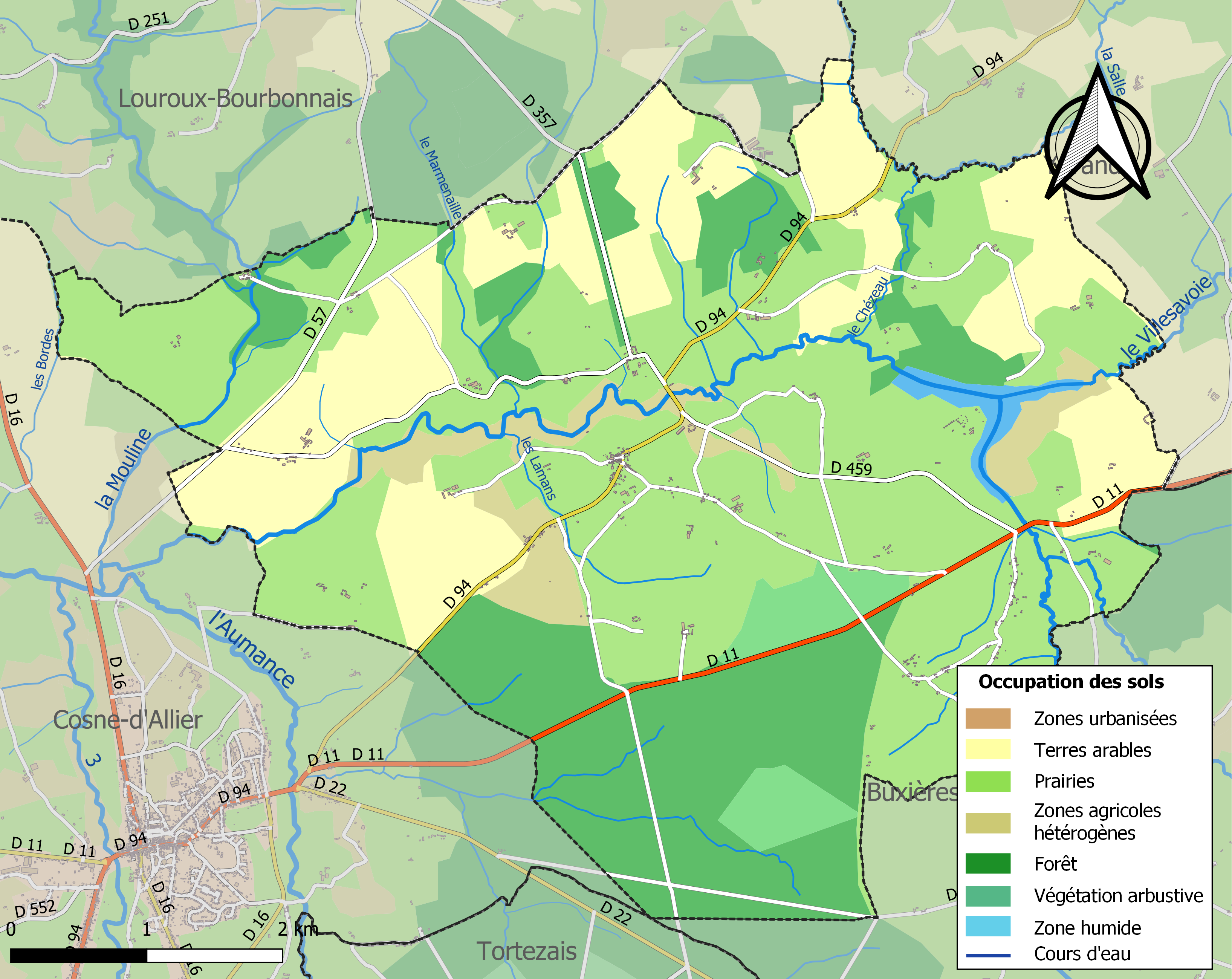
Carte des infrastructures et de l'occupation des sols de la commune en 2018 (CLC).

L'occupation des sols de la commune, telle qu'elle ressort de la base de données européenne d’occupation biophysique des sols Corine Land Cover (CLC), est marquée par l'importance des territoires agricoles (74,3 % en 2018), une proportion sensiblement équivalente à celle de 1990 (74,2 %). La répartition détaillée en 2018 est la suivante : 
prairies (48,7 %), forêts (21,7 %), terres arables (20,8 %), zones agricoles hétérogènes (4,8 %), milieux à végétation arbustive et/ou herbacée (3 %), eaux continentales (1 %).
L'IGN met par ailleurs à disposition un outil en ligne permettant de comparer l’évolution dans le temps de l’occupation des sols de la commune (ou de territoires à des échelles différentes). Plusieurs époques sont accessibles sous forme de cartes ou photos aériennes : la carte de Cassini (XVIIIe siècle), la carte d'état-major (1820-1866) et la période actuelle (1950 à aujourd'hui).

## Politique et administration
| Période                                  | Période   | Identité                  | Étiquette   | Qualité |
| ---------------------------------------- | --------- | ------------------------- | ----------- | --- |
| Les données manquantes sont à compléter. |           |                           |             | |
| 1793                                     | 1801      | Abbé Jean Baptidte Malley |             | |
| 1801                                     | 1806      | Mathieu Bellidon          |             | |
| 1806                                     | 1808      | Pierre Madet              |             | |
| 1808                                     | 1823      | Pierre Maquignat          |             | |
| 1823                                     | 1830      | Jean Varennes             |             | |
| 1830                                     | 1832      | Pierre Maquignat          |             | |
| 1832                                     | 1838      | Gabriel François Dubouy   |             | |
| 1838                                     | 1865      | Jean Varennes fils        |             | |
| 1865                                     | 1878      | Léon Riant                | légitimiste | député de l'Allier (1871-1876)                                                                                  |
| 1878                                     | 1901      | Théodore Riant            |             | Frère de Léon Riant                                                                                             |
| 1901                                     | 1925      | Stéphane Riant            |             | Fils de Théodore Riant                                                                                          |
| 1925                                     | 1932      | Louis Dumont              |             | |
| 1932                                     | 1934      | Louis Désurier            |             | |
| 1934                                     | 1941      | Jules Dubost              |             | |
| 1941                                     | 1944      | Xavier Bayet              |             | Président de la délégation spéciale                                                                             |
| 1944                                     | 1947      | Jules Dubost              |             | |
| 1947                                     | mars 1965 | Louis Aillot              |             | |
| mars 1965                                | juin 1995 | Lucien Dumont             | PCF         | |
| juin 1995                                | mars 2008 | André Boudet              | PCF         | |
| mars 2008                                | mai 2020  | Serge Thévenin            | PCF         | Fonctionnaire réélu en 2014                                                                                     |
| mai 2020                                 | En cours  | Nicole Picandet           | PCF         | Conseillère générale du Canton de Montluçon-Ouest (1979-1985), puis du Canton de Montluçon-Nord-Est (1988-2001) |

## Population et société

### Démographie
L'évolution du nombre d'habitants est connue à travers les recensements de la population effectués dans la commune depuis 1793. Pour les communes de moins de 10 000 habitants, une enquête de recensement portant sur toute la population est réalisée tous les cinq ans, les populations de référence des années intermédiaires étant quant à elles estimées par interpolation ou extrapolation. Pour la commune, le premier recensement exhaustif entrant dans le cadre du nouveau dispositif a été réalisé en 2005.

En 2022, la commune comptait 276 habitants, en évolution de −0,36 % par rapport à 2016 (Allier : −1,38 %, France hors Mayotte : +2,11 %).
| 1793 | 1800 | 1806 | 1821 | 1831 | 1836 | 1841 | 1846 | 1851 |
| ---- | ---- | ---- | ---- | ---- | ---- | ---- | ---- | ---- |
| 812  | 617  | 859  | 905  | 789  | 813  | 721  | 758  | 766  |

| 1856 | 1861 | 1866 | 1872 | 1876 | 1881  | 1886  | 1891 | 1896 |
| ---- | ---- | ---- | ---- | ---- | ----- | ----- | ---- | ---- |
| 785  | 789  | 878  | 929  | 959  | 1 005 | 1 037 | 977  | 942  |

| 1901 | 1906 | 1911 | 1921 | 1926 | 1931 | 1936 | 1946 | 1954 |
| ---- | ---- | ---- | ---- | ---- | ---- | ---- | ---- | ---- |
| 914  | 869  | 859  | 678  | 650  | 612  | 568  | 505  | 505  |

| 1962 | 1968 | 1975 | 1982 | 1990 | 1999 | 2005 | 2006 | 2010 |
| ---- | ---- | ---- | ---- | ---- | ---- | ---- | ---- | ---- |
| 450  | 382  | 316  | 288  | 287  | 268  | 258  | 255  | 267  |

| 2015 | 2020 | 2022 | - | - | - | - | - | - |
| ---- | ---- | ---- | - | - | - | - | - | - |
| 273  | 272  | 276  | - | - | - | - | - | - |

### Festivités
Depuis 2016 a lieu en été le Hadra Trance Festival.

## Culture locale et patrimoine

### Lieux et monuments
- Église Notre-Dame des XIIe et XIXe siècles. Elle abrite un tableau signé de Colijn de Coter.
- Château de la Chaussière. Construit par l'architecte Alfred Coulomb pour Théodore Riant vers 1875, le château, bâti en brique et en pierre, avec une toiture d'ardoise, a remplacé l'ancien château du XIVe siècle, dont il reste des ruines dans le parc. Une chapelle complète l'ensemble. Le vieux château était une résidence des ducs de Bourbon et le siège d'une châtellenie ducale ; il fut ruiné par les Guerres de religion et la Fronde[22].
- Château de la Salle (XIVe – XVIe siècles)[23]. Château construit à la fin du XVe siècle par Jehan de La Salle ; il a l'apparence d'un château fort transformé par la suite en résidence. Il a souvent changé de mains ; confisqué à la Révolution, il est vendu comme bien national et appartient successivement aux familles Michelon, Daubertès et Riant[24].
- Plan d'eau, Pavillon bleu depuis le 7 juin 2014, 1er du département[25].

### Personnalités liées à la commune
- La famille Riant, qui acquiert à Vieure au milieu du XIXe siècle les domaines de La Salle et de La Chaussière, a donné trois maires à la commune : Léon Riant (1828-1903), député de l'Allier, ministre ; Théodore Riant (1832-1901), frère de Léon ; Stéphane (1868-1957), fils aîné de Théodore.